# Kazimierz Józef Turowski
Kazimierz Józef Turowski (geboren 1813; gestorben 1874) war ein polnischer Verleger, Publizist, Folklorist und Dichter. Er sammelte und veröffentlichte Folklorematerial: Lieder, Volksmärchen, Sprichwörter; 1855 initiierte er die Buchreihe "Biblioteka Polska" (Polnische Bibliothek), die hauptsächlich Werke der altpolnischen Literatur umfasst. Er war Herausgeber mehrerer Magazine, darunter „Niewiasta“ (1860–63). Seine erste kleine Gedichtsammlung „Pierwiastkowe płody“ erschien bereits 1829.